# Каранаєво (Стерлібашевський район)
Карана́єво (рос. Каранаево, башк. Ҡаранай) — присілок у складі Стерлібашевського району Башкортостану, Росія. Входить до складу Янгурчинської сільської ради.
Населення — 82 особи (2010; 93 в 2002).
Національний склад:
- башкири — 87%